# Missão: 100% Português
Missão: 100% Português é um programa de entretenimento e informação exibido na RTP1 desde 2018. A primeira temporada foi apresentada por António Raminhos.
No programa, António Raminhos compromete-se a apenas comprar e usar alimentos e produtos desenhados, fabricados ou idealizados em Portugal. Assim, é começado por ser retirado da sua casa todos os produtos, utensílios e objetos que não são, pelo menos, fabricados em Portugal. Para conseguir concluir com êxito o seu objetivo, ele acaba por percorrer todo o território nacional, de norte a sul do país, de forma a encontrar os produtos necessários. Ao mesmo tempo, ele tem que analisar a origem, o preço e a concorrência dos produtos, falando com os vendedores e fabricantes dos produtos em questão. Apesar do António Raminhos ser o apresentador do programa, a missão não se limita a ele, podendo ele também contar com a ajuda da família e amigos.
A partir de 2020, o programa é alvo de uma renovação com uma nova dupla de apresentadores, no caso João Paulo Rodrigues e Vera Kolodzig que percorrem o país para divulgar os costumes, tradições e locais onde ficar para ter as melhoras experiências de lazer, tradições e produtos locais.
Em 2020, a RTP estreia a 2.ª edição do programa, desta feita com a apresentação de João Paulo Rodrigues e Vera Kolodzig.
Em 2022, a RTP  estreia a 3.ª edição do programa, novamente com a apresentação de João Paulo Rodrigues e Vera Kolodzig
Em 2023, o programa regressa para uma nova temporada com os mesmos apresentadores.
Em 2024, o programa regressa para a quinta temporada.
Em 2025, o programa regressa para a quinta temporada.

## Episódios
| Episódio | Data                    | Convidados                                                                         | Produtos e empresas                                                                     | Audiência    | Audiência | Audiência |
| Episódio | Data                    | Convidados                                                                         | Produtos e empresas                                                                     | Espectadores | Share     | Rating    |
| -------- | ----------------------- | ---------------------------------------------------------------------------------- | --------------------------------------------------------------------------------------- | ------------ | --------- | --------- |
| 1        | 10 de fevereiro de 2018 | Filomena Cautela, Luís Filipe Borges, Nilton e Pedro Fernandes                     |                                                                                         | 560 500      | 14,7      | 5,9       |
| 2        | 17 de fevereiro de 2018 | Toy e João Rodrigues                                                               | Peixe (Mercado 31 de Janeiro) Mobília (Paços de Ferreira)                               | 503 500      | 11        | 5,3       |
| 3        | 24 de fevereiro de 2018 | Miguel Costa e Bruno Salgueiro                                                     |                                                                                         | 475 000      | 11        | 5         |
| 4        | 3 de março de 2018      | Hugo Sousa                                                                         | Pasta de dentes (Pasta Medicinal Couto) Produtos de beleza (Benamor) Café (Delta Cafés) | 541 500      | 11,7      | 5,7       |
| 5        | 10 de março de 2018     | Nuno Markl e Abbadhia Vieira                                                       | Pastéis de Belém Jogos (Majora)                                                         | 513 000      | 11,2      | 5,4       |
| 6        | 17 de março de 2018     | Cuca Roseta e Mariana Barbosa                                                      | Animação (produtora Sardinha em Lata) Moda (Luís Buchinho) Fado                         | 475 000      | 11,2      | 5         |
| 7        | 24 de março de 2018     | Manuel Marques e Marta Barros                                                      |                                                                                         | 560 500      | 12,6      | 5,9       |
| 8        | 31 de março de 2018     |                                                                                    |                                                                                         | 266 000      | 6,8       | 2,8       |
| 9        | 7 de abril de 2018      | Sónia Araújo e Eduardo Madeira                                                     |                                                                                         | 446 500      | 10,1      | 4,7       |
| 10       | 14 de abril de 2018     | José Bragada                                                                       |                                                                                         | 465 500      | 10,4      | 4,9       |
| 11       | 21 de abril de 2018     | Helena Taborda                                                                     |                                                                                         | 475 000      | 11,1      | 5         |
| 12       | 28 de abril de 2018     | Aurea, Cláudia Pascoal e Isaura                                                    |                                                                                         | 484 500      | 11,5      | 5,1       |
| 13       | 5 de maio de 2018       |                                                                                    |                                                                                         | 351 500      | 9         | 3,7       |
| 14       | 19 de maio de 2018      | Marco Costa                                                                        |                                                                                         | 418 000      | 10,7      | 4,4       |
| Best Of  | 27 de maio de 2018      |                                                                                    |                                                                                         | 475 000      | 10,3      | 5         |
| 15       | 2 de junho de 2018      |                                                                                    |                                                                                         | 456 000      | 12,1      | 4,8       |
| 16       | 9 de junho de 2018      | Nuno Morna                                                                         |                                                                                         | 589 000      | 14,6      | 6,2       |
| 17       | 16 de junho de 2018     | Nelo e João Naré                                                                   |                                                                                         | 256 500      | 8,2       | 2,7       |
| 18       | 30 de junho de 2018     | Pedro Guedes e Ricardo Guedes                                                      |                                                                                         | 237 500      | 9,1       | 2,5       |
| 19       | 7 de julho de 2018      | Nélson Rosado e Sérgio Rosado (Anjos), Herman José e Kiko Martins                  |                                                                                         | 209 000      | 9,3       | 2,2       |
| 20       | 14 de julho de 2018     | José Luís Peixoto e Ana Bacalhau                                                   |                                                                                         | 418 000      | 11,1      | 4,4       |
| 21       | 28 de julho de 2018     | Joana Mota Capitão e Rita Santos                                                   |                                                                                         | 199 500      | 6,7       | 2,1       |
| 22       | 11 de agosto de 2018    |                                                                                    |                                                                                         | TBA          | TBA       | TBA       |
| 23       | 18 de agosto de 2018    | Isabel Angelino, Fernando Mendes, Tânia Ribas de Oliveira e José Pedro Vasconcelos |                                                                                         | 294 500      | 8,5       | 3,1       |
| 24       | 25 de agosto de 2018    |                                                                                    |                                                                                         | TBA          | TBA       | TBA       |